# Eusebio Quintero López
Eusebio Quintero López (ur. 6 marca 1910 w Vijes, Valle del Cauca, Kolumbia, zm. 16 lipca 2023) - Kolumbijczyk, znany z długowieczności. 30 lipca 2022 po śmierci  114-letniej Sofii Rojas został najstarszą żyjąca osobą w Kolumbii o zweryfikowanej dacie urodzenia.

## Życiorys
Quintero López urodził się w mieście Vijes, w departamencie Valle del Cauca w dniu 6 marca 1910. Był synem Rosendy Quintero. Pracował jako kowal. Ożenił się z Melidą Barco i miał z nią sześcioro dzieci. Owdowiał w 1962 roku.
6 marca 2020 skończył 110 lat i został superstulatkiem, natomiast 17 czerwca 2021 poprawił rekord długowieczności mężczyzn w Kolumbii, który wcześniej należał do Daniela Guzmana Garcii (1897-2008) wynoszący 111 lat i 105 dni. W wieku 113 lat był w stanie chodzić z pomocą balkonika. W chwili śmierci był drugim najstarszym żyjącym mężczyzną na świecie po Juanie Vicente Perez Mora (ur. 27 maja 1909). Po śmierci Lópeza 16 lipca 2023 w wieku 113 lat i 132 dni najstarszym żyjącym człowiekiem w Kolumbii oraz drugim najstarszym żyjącym mężczyzną na świecie został Efraín Antonio Ríos García (1910-2024). Obok wspomnianego rodaka, López był ostatnim żyjącym mężczyzną urodzonym w 1910, którego wiek nie wzbudza wątpliwości. 15 sierpnia 2023 Rios Garcia osiągnął wiek 113 lat i 133 dni, stając się najstarszym mężczyzną w historii Kolumbii, przesuwając Lópeza na 2. miejsce.